# Chuyến bay 2133 của Malaysia Airlines
Chuyến bay 2133 của Malaysia Airlines (MH2133/MAS2133) là chuyến bay chở hành khách nội địa theo lịch trình từ Kota Kinabalu đến Tawau, đã bị rơi do lỗi của phi công vào ngày 15 tháng 9 năm 1995, cướp đi sinh mạng của 32 trong số 49 hành khách và 2 trong số 4 phi hành đoàn trên máy bay. Máy bay đã gặp sự cố trong khi hạ cánh sau khi quay vòng không thành công.

## Tai nạn
Máy bay bị rơi là chiếc Fokker 50 được sản xuất vào năm 1990 với số đăng ký 9M-MGH. Có 49 hành khách, hai phi công và hai tiếp viên trên máy bay. Thời gian bay dự kiến là một giờ.
Lúc 12:22 giờ địa phương, trong khi máy bay đang tiếp cận đường băng 17 tại sân bay Tawau, đã hạ cánh cách đường băng 500 m và đâm vào một khu ổ chuột ở rìa sân bay. Vụ tai nạn này đã làm 34 người tử vong trên máy bay và 19 người sống sót.